# Honda u motociklizmu
Honda je u Svjetsko prvenstvo u motociklizmu ušla 1961. s vozačem Mike Hailwoodom u klasam 125cc i 250cc, a prve utrke u Europi su vozili 1959. na Isle of Man Tourist Trophy. U Svjetskom prvenstvu ostaju do 1967., te se potom vraćaju 1979., te postaju uz Yamahuu glavni proizvođač u Svjetskom prvenstvu s preko 50 titula i kod vozača i kod konstruktora. Najpoznatiji vozači za Hondu u svjetskom prvenstvu su Michael Doohan, Valentino Rossi, Mike Hailwood, Jim Redman, Max Biaggi, Wayne Gardner, Freddie Spencer, Eddie Lawson, Alex Criville, Dani Pedrosa, Luigi Taveri. 

## Prvaci s Hondom

### Svjetsko prvenstvo
| Vozački prvaci                                                 | | | | |                    |
| MotoGP                                                         | 500cc | 350cc | 250cc | 125cc | 50cc               |
| 2002. Valentino Rossi 2003. Valentino Rossi 2006. Nicky Hayden | 1983. Freddie Spencer 1985. Freddie Spencer 1987. Wayne Gardner 1989. Eddie Lawson 1994. Michael Doohan 1995. Michael Doohan 1996. Michael Doohan 1997. Michael Doohan 1998. Michael Doohan 1999. Alex Criville 2001. Valentino Rossi | 1962. Jim Redman 1963. Jim Redman 1964. Jim Redman 1965. Jim Redman 1966. Mike Hailwood 1967. Mike Hailwood | 1961. Mike Hailwood 1962. Jim Redman 1963. Jim Redman 1966. Mike Hailwood 1967. Mike Hailwood 1985. Freddie Spencer 1987. Anton Mang 1988. Sito Pons 1989. Sito Pons 1991. Luca Cadalora 1992. Luca Cadalora 1997. Max Biaggi 2001. Daijiro Kato 2003. Manuel Poggiali 2004. Dani Pedrosa 2005. Dani Pedrosa 2009. Hiroshi Aoyama | 1961. Tom Phillis 1962. Luigi Taveri 1964. Luigi Taveri 1966. Luigi Taveri 1990. Loris Capirossi 1991. Loris Capirossi 1993. Dirk Raudies 1995. Haruchika Aoki 1996. Haruchika Aoki 1999. Emilio Alzamora 2003. Dani Pedrosa 2004. Andrea Dovizioso 2005. Thomas Lüthi | 1965. Ralph Bryans |

Konstruktorski prvaci
- MotoGP: 2002., 2003., 2004., 2006.
- 500cc: 1966., 1983., 1984., 1985., 1989., 1992., 1994., 1995., 1996., 1997., 1998., 1999., 2000., 2001.
- 350cc: 1962., 1963., 1964., 1965., 1966., 1967.
- 250cc: 1961., 1962., 1963., 1966., 1967., 1985., 1986., 1987., 1988., 1989., 1991., 1992., 1993., 1994., 1996., 1997., 2001., 2004., 2005.
- 125cc: 1961., 1962., 1964., 1966., 1989., 1990., 1991., 1992., 1993., 1994., 1995., 1998., 1999., 2000., 2001.
- 50cc: 1965., 1966.

### Superbike, Supersport i Superstock1000 svjetsko prvenstvo
| Vozački prvaci | |                            |
| Superbike | Thunderbike Trophy Supersport | F.I.M. Superstock1000 Cup  |
| 1988. Fred Merkel 1989. Fred Merkel 1997. John Kocinski 2000. Colin Edwards 2002. Colin Edwards 2007. James Toseland | 1996. William Costes 2002. Fabien Foret 2003. Chris Vermeulen 2004. Karl Muggeridge 2005. Sébastien Charpentier 2006. Sébastien Charpentier 2007. Kenan Sofuoglu 2008. Andrew Pitt | 2005. Didier Van Keymeulen |

Konstruktorski naslovi
- Superbike: 1988., 1989., 1990., 1997.
- Supersport: 2003., 2004., 2005., 2006., 2007., 2008., 2009.

| Formula TT |                                                                               |                                                     |
| TT Formula1 | TT Formula2                                                                   | TT Formula3                                         |
| 1977. Phil Read 1979. Ron Haslam 1982. Joey Dunlop 1983. Joey Dunlop 1984. Joey Dunlop 1985. Joey Dunlop 1986. Joey Dunlop 1988. Carl Fogarty 1989. Carl Fogarty 1990. Carl Fogarty | 1977. Alan Jackson Junior 1978. Alan Jackson Junior 1979. Alan Jackson Junior | 1977. John Kidson 1978. Bill Smith 1980. Ron Haslam |

| FIM Endurance World Championship (Svjetsko prvenstvo u izdržljivosti) |                                       |                           |
| Vozački prvaci (1980. – 2000.)                                        | Vozački prvaci (1980. – 2000.)        | Momčadski prvaci (2001.-) |
| 1980.                                                                 | Marc Fontan Hervé Moineau             | 2001. Wim Motors Racing 9 |
| 1984.                                                                 | Patrick Igoa Gérard Coudray           | 2001. Wim Motors Racing 9 |
| 1985.                                                                 | Patrick Igoa Gérard Coudray           | 2001. Wim Motors Racing 9 |
| 1986.                                                                 | Patrick Igoa                          | 2001. Wim Motors Racing 9 |
| 1989.                                                                 | Alex Vieira                           | 2001. Wim Motors Racing 9 |
| 1990.                                                                 | Alex Vieira                           | 2001. Wim Motors Racing 9 |
| 1993.                                                                 | Doug Toland*                          | 2001. Wim Motors Racing 9 |
| 1995.                                                                 | Stéphane Mertens Jean-Michel Mattioli | 2001. Wim Motors Racing 9 |
| 1998.                                                                 | Doug Polen Christian Lavieille        | 2001. Wim Motors Racing 9 |
|                                                                       |                                       |                           |
| *Dio sezone vozio Kawasaki                                            |                                       |                           |

AMA Suberbike
- 1984.  Fred Merkel
- 1985.  Fred Merkel
- 1986.  Fred Merkel
- 1987.  Wayne Rainey
- 1988.  Bubba Shobert
- 1995.  Miguel Duhamel
- 1998.  Ben Bostrom
- 2002.  Nicky Hayden

| Europosko prvenstvo                                            | |                                                                                 | |
| Superbike                                                      | Supersport | Superstock1000                                                                  | Superstock600 |
| 1990. Richard Arnaiz 1996. Idalio Gavira                       | 1991. Luis D'Antín 1992. Stefan Scheschowitsch 1993. Michaël Paquay 1994. Yves Briguet 1998. Jan Hanson 2000. Augustín Escobar 2004. Tatu Lauslehto 2007. Guglielmo Tarizzo 2008. Kev Coghlan (Junior) 2009. Kev Coghlan | 2000. James Ellison 2001. James Ellison                                         | 2005. Luka Nedog (UEM) 2009. Gino Rea |
| 500cc                                                          | 500cc | 250cc                                                                           | 125cc |
| 1986. Massimo Messere 1987. Manfred Fischer 1988. Alberto Rota | 1986. Massimo Messere 1987. Manfred Fischer 1988. Alberto Rota | 1985. Massimo Matteoni 1994. Régis Laconi 1998. Alex Hofmann 2001. David García | 1991. Oliver Koch 1992. Juan Borja 1994. Ivan Cremonini 1995. Lucio Cecchinello 1999. Klaus Nöhles 2003. Mattia Angeloni 2005. Michele Conti 2006. Philipp Eitzinger 2007. Alen Györfy 2008. Kim Lifvenborg (kup) 2009. Marcel Schrötter |

| Svjetsko prvenstvo u motokrosu | |                                                                    |
| 500cc | 250cc | 125cc                                                              |
| 1979. Graham Noyce 1980. André Malherbe 1981. André Malherbe 1984. André Malherbe 1985. David Thorpe 1986. David Thorpe 1987. Georges Jobé 1988. Eric Geboers 1989. David Thorpe 1990. Eric Geboers 1991. Georges Jobé 1992. Georges Jobé 1994. Marcus Hansson | 1987. Eric Geboers 1989. Jean-Michel Bayle 1991. Trampas Parker 1993. Greg Albertyn 1995. Stefan Everts 1996. Stefan Everts 1997. Stefan Everts 1999. Frédéric Bolley 2000. Frédéric Bolley | 1988. Jean-Michel Bayle 1992. Greg Albertyn 1995. Alessandro Puzar |

| Svjetsko enduro prvenstvo         |                                   |                        |                           |
| 125cc dvotaktni                   | 250cc dvotaktni                   | 250cc četverotaktni    | 500cc dvotatni            |
| 1996. Fausto Scavolo              | 2003. Stefan Merriman             | 1998. Gian-Marco Rossi | 1992. Tulio Pellegrinelli |
| E1                                | E1                                | E2                     | E2                        |
| 2008. Mika Ahola 2009. Mika Ahola | 2008. Mika Ahola 2009. Mika Ahola | 2007. Mika Ahola       | 2007. Mika Ahola          |

| Britansko Superbike i Supesport prvenstvo                          | |
| Superbike                                                          | Supersport |
| 1989. Brian Morrison 2006. Ryuichi Kiyonari 2007. Ryuichi Kiyonari | 1992. Phil Borley 1993. Jim Moodie 1994. Ian Simpson 1995. Mike Edwards 1996. Dave Heal 1997. Paul Brown 2003. Karl Harris 2004. Karl Harris 2005. Leon Camier 2006. Cal Crutchlow 2009. Steve Plater |